# Кальеха, Карлос
Хуан Карлос Кальеха Хаккер (исп. Juan Carlos Calleja Hakker; род. 11 февраля 1976, Сан-Сальвадор, Сальвадор) — сальвадорский предприниматель и правый политик, вице-президент группы компаний Grupo Calleja и торговой сети Súper Selectos. Кандидат в президенты Сальвадора от партии Националистический республиканский альянс (ARENA) на выборах 2019 года.

## Происхождение
Родился в семье крупного предпринимателя. Франсиско Кальеха — отец Карлоса Кальехи — один из самых богатых людей Сальвадора, глава бизнес-конгломерата Grupo Calleja. Группа компаний занимается розничной торговлей и финансовыми операциями. Базовой структурой является сеть супермаркетов Súper Selectos.
Высшее образование Карлос Кальеха получил в США. Окончил Миддлбери-колледж по курсу искусствоведения и Нью-Йоркский университет по курсу бизнес-менеджмента.

## Бизнес
С ранней юности Карлос Кальеха включился в семейный бизнес (начиная с погрузочно-разгрузочных работ). Вернувшись из США, он занял пост вице-президента Grupo Calleja и Súper Selectos. Был президентом сальвадорской Торговой палаты, состоит в руководстве Национальной ассоциации частных предпринимателей, возглавляет центральноамериканское объединение супермаркетов. Франсиско Кальеха публично отмечал большие предпринимательские способности сына.
Бизнес-стратегия Карлоса Кальехи основывается на импортозамещении и коммерческом стимулировании сальвадорского сельскохозяйственного производства, подорванного гражданской войной 1980-х годов. Это дало эффект: сеть Súper Selectos — около 100 магазинов, до 7 тысяч сотрудников и 12 тысяч аффилированных работников — взяла под контроль около 60 % розничного рынка, сильно потеснив такого мощного конкурента, как Walmart.
Оптовая политика Súper Selectos включала значительные преференции для местных поставщиков. Специальный Фонд Кальеха разрабатывал социальные и инновационные программы — создание рабочих мест, обучение техническим навыкам. Успехи группы компаний высоко оценили Билл Клинтон и Карлос Слим, специально посетившие Сальвадор в 2015.

## Политика
Семейство Кальеха влиятельно в сальвадорской политике. Grupo Calleja — один из крупнейших спонсоров правой партии Националистический республиканский альянс (ARENA). За период 2014—2017 от группы компаний поступило в партийную кассу более миллиона долларов.
Весной 2017 Карлос Кальеха выразил намерение выдвинуть свою кандидатуру на пост президента Сальвадора от партии ARENA. Наблюдатели отмечали популистский стиль политической рекламы Кальехи, быструю мобилизацию в его поддержку крупнейших СМИ, резко наступательный характер кампании, типичный для фракционной борьбы.
Далеко не вся партия готова была с этим согласиться. Многие её деятели, включая основателей — сподвижников Роберто д’Обюссона 1980-х, заявляли, что речь идёт об утверждении в ARENA «феодального господства» крупнейших финансовых групп, так или иначе замкнутых на Альфредо Кристиани. Это особенно бросалось в глаза на фоне заявлений председателя партии Маурисио Интерьяно о независимости ARENA от крупного бизнеса. При этом соперниками Карлоса Кальехи являлись также крупные бизнесмены — Хавьер Симан и Густаво Лопес Дэвидсон.
В своей программе Карлос Кальеха акцентировал вопросы социально-экономического развития на основе свободного предпринимательства, обеспечения общественной стабильности, борьбы с коррупцией и поддержки традиционных католических ценностей. Он причисляется к новой генерации сальвадорских правых — не связанных непрямую с наследием гражданской войны и ультраправой идеологией эскадронов смерти типа UGB или FAR.
В то же время Карлос Кальеха подчёркивает свою приверженность идеям и принципам Роберто д’Обюссона. Его запись в Твиттере соответствующего содержания, появившаяся 20 февраля 2018, вызвала широкий резонанс и неоднозначные, порой весьма резкие оценки. На следующий день Карлос Кальеха вместе с Хавьером Симаном принял участие в традиционной партийной церемонии, посвящённой годовщине кончины д’Обюссона. Комментаторы напомнили, что принципы времён д’Обюссона означали не только последовательный антикоммунизм и отвержение марксистских идей классовой борьбы, но и жестокие действия «эскадронов смерти».
Выдвижение кандидатов в президенты производится в Сальвадоре посредством партийных праймериз. Голосование членов ARENA состоялось 22 апреля 2018. Значительное большинство поданных голосов — свыше 34 тысяч из примерно 58 тысяч (всего в ARENA состоят более 120 тысяч человек) получил Карлос Кальеха. В партактиве ARENA исход голосования был расценен как торжество принципов демократии и идей д’Обюссона. Сам Кальеха заявил о «триумфе не кандидата, но великой партии и её внутренней демократии».
С другой стороны, выдвижение Кальехи решительно осудили авторитетные ветераны ARENA и MNS, участники гражданской войны Альфредо Мена Лагос и Эрнесто Панама Сандоваль.Оба они поддерживали кандидатуру Хавьера Симана.

## Выборы
Президентские выборы в Сальвадоре состоялись 3 февраля 2019 года. Карлос Кальеха собрал 857084 голоса, что составило 31,72 %. Он значительно опередил кандидата ФНОФМ Уго Мартинеса (менее 14,5 %). Однако убедительную победу одержал представитель GANA Найиб Букеле, которого поддержали свыше 53 % избирателей.
Таким образом, и ARENA, и ФНОФМ потерпели поражение на выборах. Это произошло впервые за почти три послевоенных десятилетия. Комментаторы расценили такой итог как недоверие большинства сальвадорцев обеим «партиям гражданской войны».

## Семья
Карлос Кальеха женат, имеет сына и дочь. Агитационные материалы ARENA подчёркивают приверженность Кальехи христианским семейным ценностям.